# Adalbert Lontschar
Adalbert Lontschar (* 10. September 1885 in Marburg an der Drau; † 27. Januar 1947 in Belgrad) war ein österreichischer Generalmajor in der Wehrmacht. Während des Zweiten Weltkriegs diente er im besetzten Jugoslawien, unter anderem als Stadtkommandant von Belgrad. Nach Kriegsende wurde er von einem jugoslawischen Gericht wegen Kriegsverbrechen zum Tode verurteilt und 1947 gehängt.

## Leben
Lontschar wurde in Marburg an der Drau (heute Maribor) geboren und trat 1905 als Kadett-Offiziersstellvertreter (vergleichbar Fähnrich) in die k. u. k. Armee ein. 1908 wurde er im Infanterieregiment Nr. 24 zum Leutnant ernannt, 1913 dann zum Oberleutnant. In diesem Regiment diente Lontschar fast die gesamte Zeit des Ersten Weltkriegs, unter anderem als Zugführer, Kompaniekommandant, dann als Bataillonskommandeur sowie als Lehrer und dann Kommandant der Einjährig-Freiwilligen-Schule. 1915 erfolgte die Beförderung zum Hauptmann, nach Kriegsende wurde er zum Ersatz-Bataillon des I.R. 24 versetzt.
Ab 1919 diente er beim Volkswehr-Bataillon 16. 1920 trat er in das Bundesheer über, wo er 1921 zum Major befördert wurde. Von 1921 bis 1933 diente er beim Steirischen Alpenjägerregiment Nr. 9, es folgten Verwendungen beim Steirischen Infanterieregiment Nr. 11 und dem Niederösterreichischen Infanterieregiment Nr. 1. Ab 1937 kommandierte er das Tiroler Jägerregiment. 
Nach dem „Anschluss“ Österreichs wurde Lontschar 1938 in die Wehrmacht übernommen. 1939 wurde er zum Oberst befördert und zum Kommandeur des Infanterie-Regiments 53 der 14. Infanterie-Division ernannt. Dieses Regiment führte er beim Überfall auf Polen. Im April 1941 übernahm er das neu aufgestellte Infanterie-Regiment 724. Dieses Regiment war im Rahmen der 15. Aufstellungswelle aus Ersatz-Kompanien für den Besatzungsdienst in Serbien gebildet worden und gehörte dort zur 704. Infanterie-Division. Am 1. Juli 1941 wurde Lontschar zum Generalmajor ernannt. Am 18. Juli 1941 überlebte er unverletzt ein Attentat durch jugoslawische Partisanen bei Užice, bei dem sein Adjutant schwer verletzt wurde. Als Vergeltung für das Attentat ließ die Ortskommandantur 52 Geiseln erschießen. Im Februar 1942 übernahm Lontschar die Leitung der Feldkommandantur 599 (Gebiet Belgrad), 1943 wurde er zum Stadtkommandant von Belgrad ernannt. Im Dezember 1943 wurde Lontschar in die Führerreserve versetzt und erhielt Ende 1944 den Abschied.
1945 wurde Lontschar in jugoslawische Kriegsgefangenschaft überstellt, und wegen Kriegsverbrechen (u. a. Geiselerschießung) zum Tode verurteilt. Das Urteil wurde in Belgrad durch Hängen vollstreckt.